# 和田晃一良
和田 晃一良（わだ こういちろう、1990年11月1日-）は、日本の実業家。仮想通貨取引所Coincheckの開発者であり、同取引所を運営するコインチェック株式会社の創業者で、副社長、元代表取締役でもある。

## 来歴
埼玉県入間市出身。AO入試で東京工業大学に入学、工学部経営システム工学科に進む。大学在学中、2012年にレジュプレス（後に「コインチェック」）を知人と創業し、大学は中退。
2014年にビットコインを扱う「コインチェック」のサービスを開始し同年からレジュプレス代表取締役。和田は先輩から暗号通貨事業には手を出すなと忠告されたが無視したという。
コインチェック社では代表取締役を務める他、ビットコインなどのウォレット・取引所「コインチェック」(coincheck) の開発者でもある。WIRED Audi INNOVATION AWARD 2016受賞。日本仮想通貨事業者協会理事（2017年-）。日本ブロックチェーン協会監事。2017年、コインチェックアドバイザーとして西條晋一を招聘。
2018年1月26日、経営するコインチェックから円換算で約580億円が不正に流出し取引一時停止の措置をとったことで迷惑をかけていることを同社を代表して謝罪した。コインチェックが他に扱っている仮想通貨の機会損失に関しては、補償を行わない方針を示した。
マネックスグループ株式会社の完全子会社化により代表取締役を辞任。新体制で執行役員に就任する。2019年4月からマネックスグループ執行役員を兼務。2019年9月10日、コインチェック上級執行役員から、同社副社長執行役員に異動。
2022年6月16日、コインチェック副社長執行役員からファウンダー&アドバイザーに異動。

## 受賞
- クックパッド第3回開発コンテスト24優勝[7]
- WIRED Audi INNOVATION AWARD 2016受賞[6]